# Gabriel Fauré
Ne doit pas être confondu avec Gabriel Faure.
Pour les articles homonymes, voir Fauré.
Gabriel Fauré, né le 12 mai 1845 à Pamiers dans l'Ariège et mort le 4 novembre 1924 à Paris, est un compositeur, organiste, pianiste et pédagogue musical français.
Élève de Saint-Saëns et de Gustave Lefèvre à l'École Niedermeyer, il est d'abord maître de chapelle de l'église de la Madeleine à Paris. Il en assure plus tard les fonctions d'organiste, titulaire du grand orgue. Il est ensuite nommé professeur de composition au Conservatoire de Paris, puis directeur de l’établissement de 1905 à 1920.
Il est l'un des plus grands compositeurs français de la fin du XIXe et du début du XXe siècles.

## Biographie

### Jeunesse et formation

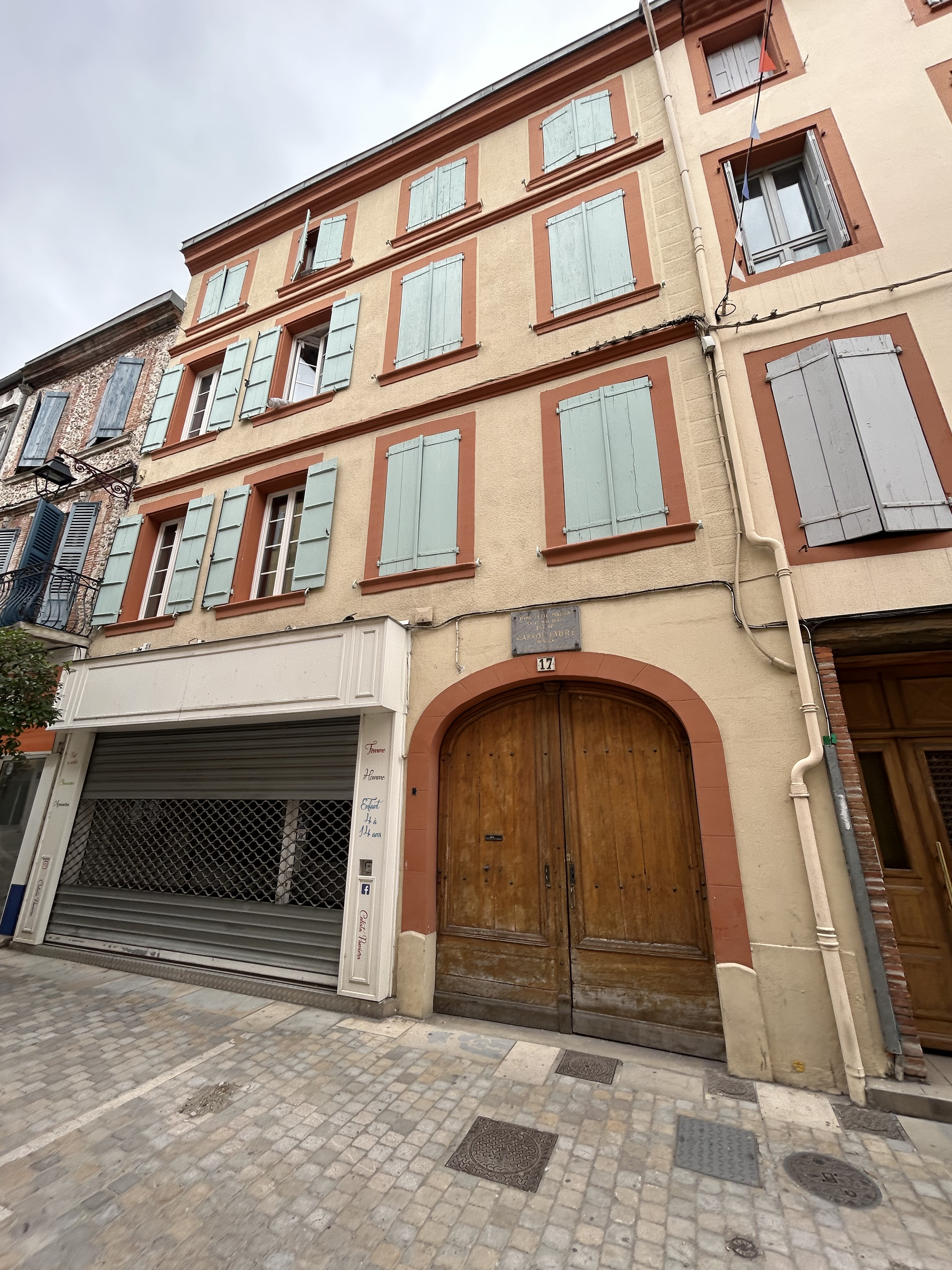
La maison natale de Gabriel Fauré à Pamiers.

Gabriel Fauré naît à Pamiers où son père, Toussaint-Honoré Fauré est instituteur (puis directeur de l'école normale d'instituteurs de Foix à Montgauzy). Il est d'abord placé chez une nourrice. À neuf ans il quitte la maison familiale pour Paris où il intègre l'École Niedermeyer, école de musique classique et religieuse, qui forme alors des organistes d’église, des chefs de chœur et des maîtres de chapelle. Il y étudie onze années et y obtient un 1er grand prix de piano, un 1er grand prix de composition et un 2e grand prix d'harmonie. Plusieurs musiciens de premier plan, dont Camille Saint-Saëns qui lui présente la musique des compositeurs contemporains de l’époque (Robert Schumann, Franz Liszt) et son directeur Gustave Lefèvre, seront ses maîtres. Il est d'abord organiste de l'église Saint-Sauveur de Rennes à partir de 1865.

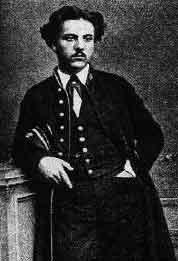
Gabriel Fauré vers 1860, photographie anonyme.

En 1870, Fauré s'engage dans l'armée et prend part aux combats pour lever le siège de Paris lors de la Guerre franco-prussienne. Pendant la Commune de Paris, il demeure à Rambouillet et en Suisse, où il enseigne à l’École Niedermeyer qui y avait été déplacée. Il retourne à Paris en octobre 1871 et tient l'orgue de chœur à l’église Saint-Sulpice tout en participant régulièrement au salon de Saint-Saëns et de la célèbre chanteuse Pauline Garcia-Viardot. Il y rencontre les principaux musiciens parisiens de l’époque et forme avec eux la Société nationale de musique.

### Carrière musicale
En 1874, Fauré arrête de travailler à Saint-Sulpice et remplace Saint-Saëns, qui est souvent absent, à l’église de la Madeleine. Quand Théodore Dubois devient titulaire du grand orgue en 1877, Fauré devient maître de chapelle (maître du chœur, qu'il dirige). À la même époque, il se fiance avec Marianne Viardot, la fille de Pauline, mais ces fiançailles sont rompues par Marianne à la fin octobre. Malheureux, il voyage à Weimar, où il rencontre Liszt, et à Cologne pour y assister aux productions de L'Anneau du Nibelung de Richard Wagner. Si Fauré admire Wagner, il est néanmoins l'un des rares compositeurs de sa génération à ne pas tomber sous son influence.
Pendant sa jeunesse, Fauré était très heureux, mais la rupture de ses fiançailles, et ce qu’il perçoit comme un manque de reconnaissance musicale le mènent à la dépression, qu’il qualifie de « spleen ».

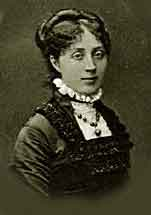
Marie Frémiet, épouse de Gabriel Fauré, photographie anonyme.

En 1883, Fauré épouse Marie Frémiet (1856-1926), fille du sculpteur Emmanuel Frémiet, avec qui il a deux fils. Pour subvenir aux besoins de sa famille, il assure les services quotidiens à l’église de la Madeleine et donne des leçons de piano et d’harmonie. C’est seulement l’été qu’il a le temps de composer. Il tire peu d’argent de ses compositions. Durant cette période, il écrit plusieurs œuvres importantes, de nombreuses pièces pour piano et des mélodies, mais les détruit pour la plupart après quelques présentations et n’en retient que quelques éléments pour en réutiliser les motifs. L'Élégie est interprétée par Jules Loeb le jour de ses 38 ans, à la Société nationale de musique de Paris.
En 1885, il est lauréat du prix Chartier de l'Académie des beaux-arts qui couronne sa production de musique de chambre.
En 1886, il fait la connaissance de la comtesse Greffulhe par l'intermédiaire de Robert de Montesquiou. Dès lors, celle-ci lui apporte un soutien actif. Elle l'associe à la création de la Société des grandes auditions musicales, en 1890. Elle fait jouer ses œuvres et l'invite régulièrement en villégiature à Dieppe. Il l'appelle « Madame ma Fée », « mon roi de Bavière », et l'initie à la musique de Wagner. Il lui dédie sa Pavane, véritable « portrait musical » et lui en offre la partition. La chance lui sourit enfin. Dans les années 1890, il voyage à Venise, où il rencontre des amis et écrit plusieurs œuvres. En 1892, il devient inspecteur des conservatoires de musique en province, ce qui signifie qu’il n’a plus à enseigner à des jeunes garçons ou à des adolescents. Cette même année, il fait la rencontre d'Emma Bardac, qui deviendra l'épouse de Claude Debussy en 1908. Gabriel Fauré et Emma Bardac entament une liaison, dont résulte la suite Dolly, dédiée à Hélène Bardac, dont le surnom était Dolly, ainsi que La Bonne Chanson, d'après l'œuvre éponyme de Paul Verlaine, qu'il dédie directement à Emma Bardac.
En 1896, il est nommé organiste en chef à l’église de la Madeleine et succède à Jules Massenet comme professeur de composition au Conservatoire de Paris. Il enseigne alors à de grands compositeurs comme Georges Enesco et Maurice Ravel, ou encore à Nadia Boulanger. Sa situation financière s'améliore et sa réputation de compositeur s’affirme. En 1899, vraisemblablement dans le projet d'écrire Prométhée pour le théâtre des Arènes, sûrement à Béziers pour appréhender les conditions de représentation des œuvres, Gabriel Fauré seconde Camille Saint-Saëns pour la reprise de Déjanire (créée en 1898) et sera appelé à diriger la seconde représentation de 1899.

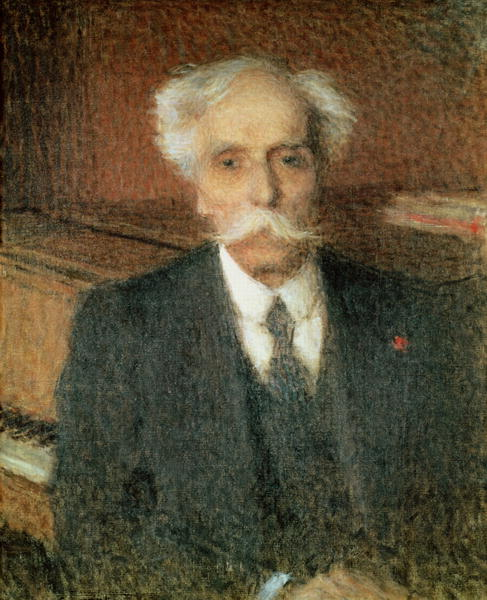
Ernest Laurent, Portrait de Gabriel Fauré (vers 1900), Musée et Domaine National de Versailles et de Trianon, Versailles, France. 65x54cm

De 1903 à 1921, Fauré est critique au Figaro. En 1905, il succède à Théodore Dubois comme directeur du Conservatoire de Paris. Aussitôt, il procède à de nombreux changements, rétablit la discipline et apporte plus de sérieux à un enseignement qui avait beaucoup vieilli. Cette attitude intransigeante lui est d’ailleurs reprochée.
Dans le même temps, Fauré doit faire face, à partir de 1903, à une surdité presque totale. Il entend les graves mais est sourd aux aigus, handicap qui pourtant n’entrave en rien sa carrière.
Fauré est élu à l’Institut de France en 1909. La comtesse Greffulhe a soutenu activement sa candidature, et il l'en remercie avec émotion : « Merci d’avoir fait tinter mon nom dans toutes ces vénérables oreilles ! […] Et moi qui croyais vous aimer autant que je puis aimer ! Et il faut que je vous aime encore davantage ! Je vais sécher !!! » Il rompt alors avec la vieille Société nationale de musique.
Sa responsabilité au Conservatoire et sa perte d’audition amènent Fauré à réduire grandement sa production. Claire Croiza rapporte : « Fauré était un vivant métronome. C’était d’autant plus frappant à la fin de sa vie, quand il était devenu sourd. Avant, il était galant homme, il aimait les jolies femmes, il faisait quelques concessions. Mais à la fin de sa vie, quand il n’entendait plus, il allait son chemin, impeccablement, sans se douter que la chanteuse avait quelquefois deux ou trois mesures d’écart avec lui, parce qu’elle ralentissait tandis que lui restait fidèle au mouvement. » Proche du jeune Jean Wiéner, il invite le jeune homme à entrer au conservatoire. Pendant la Première Guerre mondiale, il reste en France.

### Dernières années
En 1920, à soixante-quinze ans, il prend sa retraite du Conservatoire. Il reçoit la même année la grand-croix de la Légion d'honneur, une distinction encore rare pour un musicien. Sa santé est devenue fragile, en partie en raison d’une consommation excessive de tabac. Malgré cela, il reste à l’écoute des jeunes compositeurs, en particulier les membres du groupe des Six.
Gabriel Fauré meurt de pneumonie à Paris le 4 novembre 1924. Des funérailles nationales ont lieu à l’église de la Madeleine le 8 novembre 1924. Il est inhumé au cimetière de Passy à Paris. Une plaque commémorative est posée sur sa maison au 32 rue des Vignes (16e arrondissement de Paris), où il vécut de 1911 jusqu'à son décès.

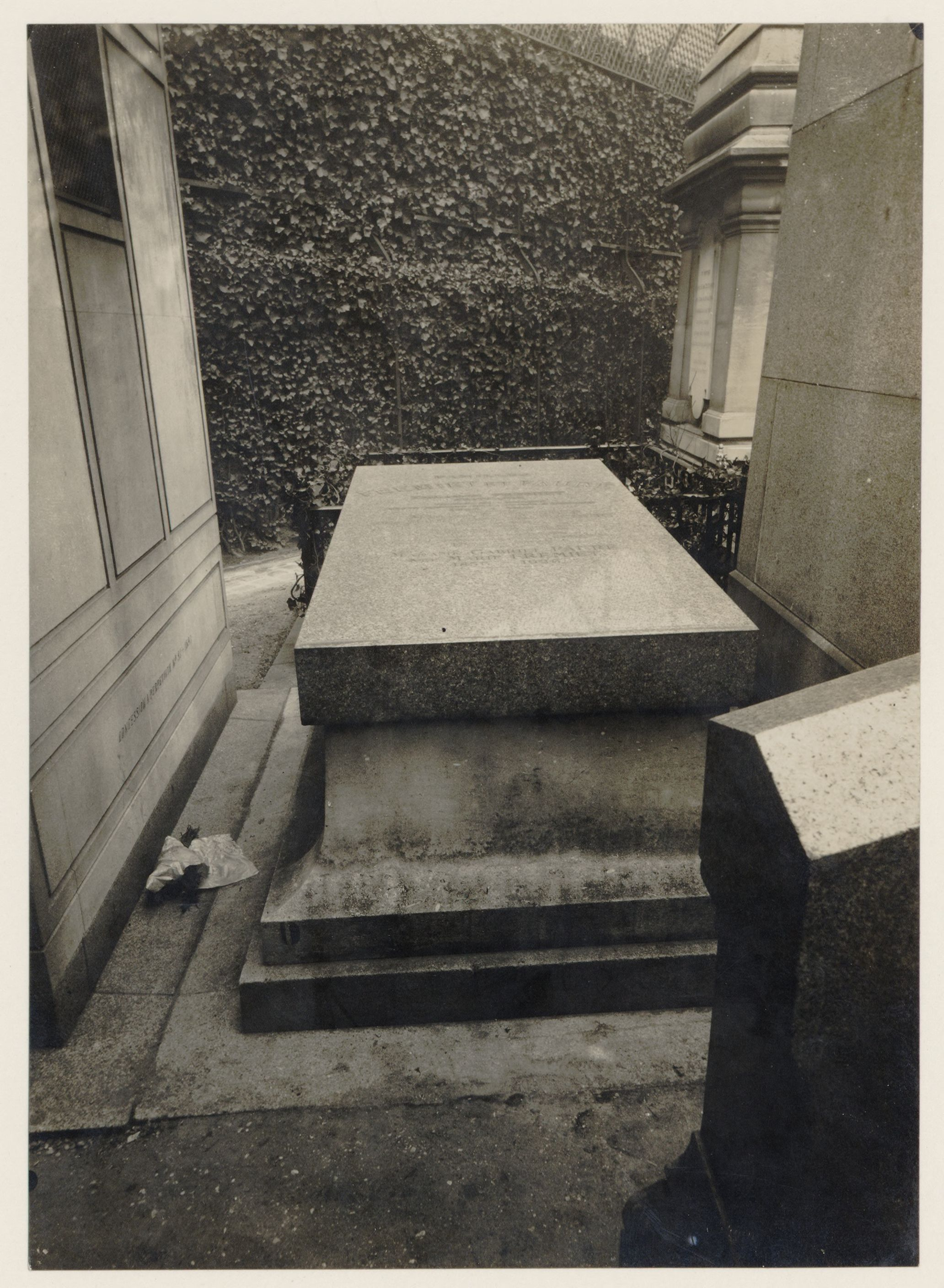
Tombe de Gabriel Fauré, au cimetière de Passy, en 1925.
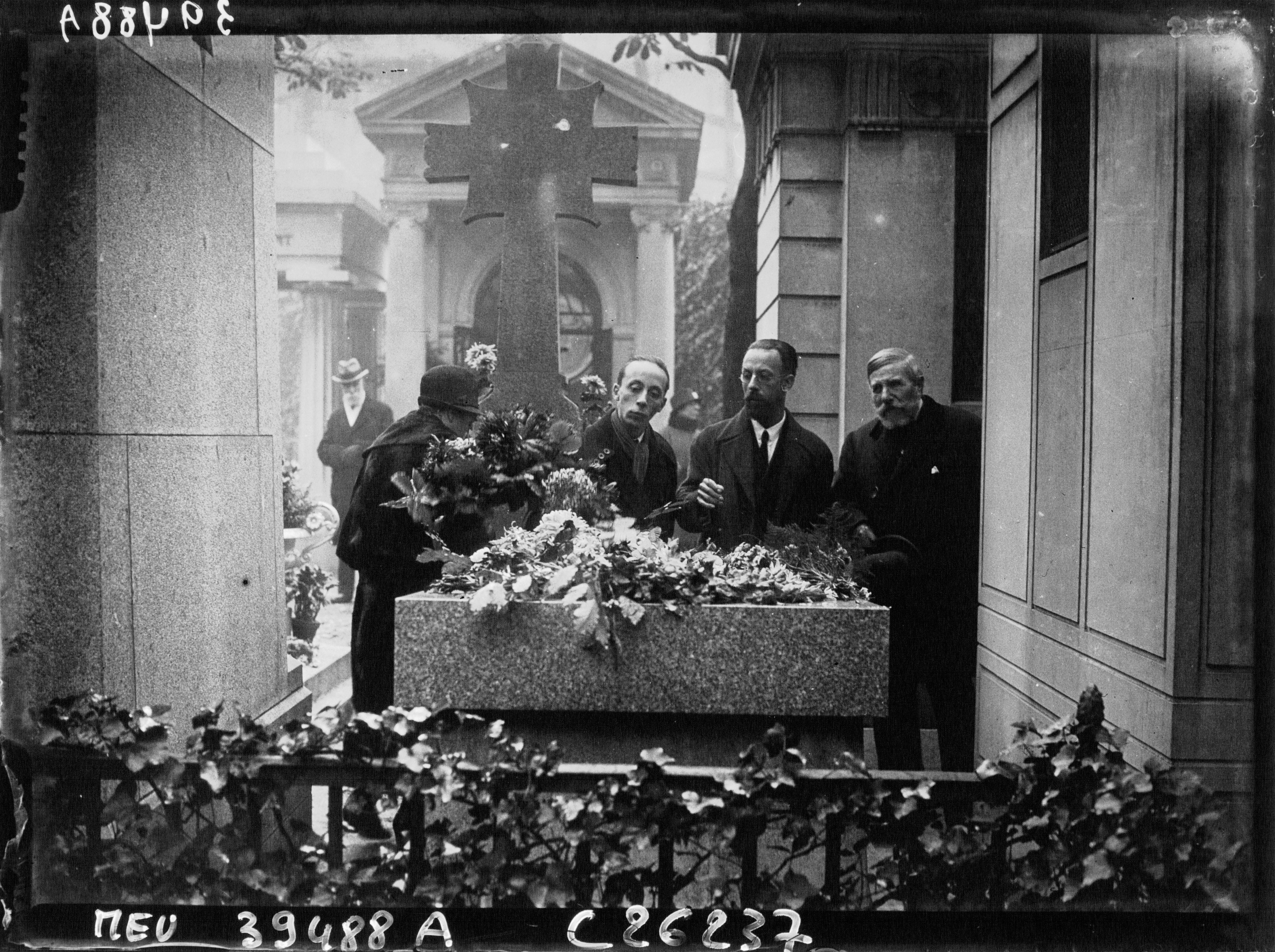
Recueillement sur la tombe de Gabriel Fauré, en 1926.
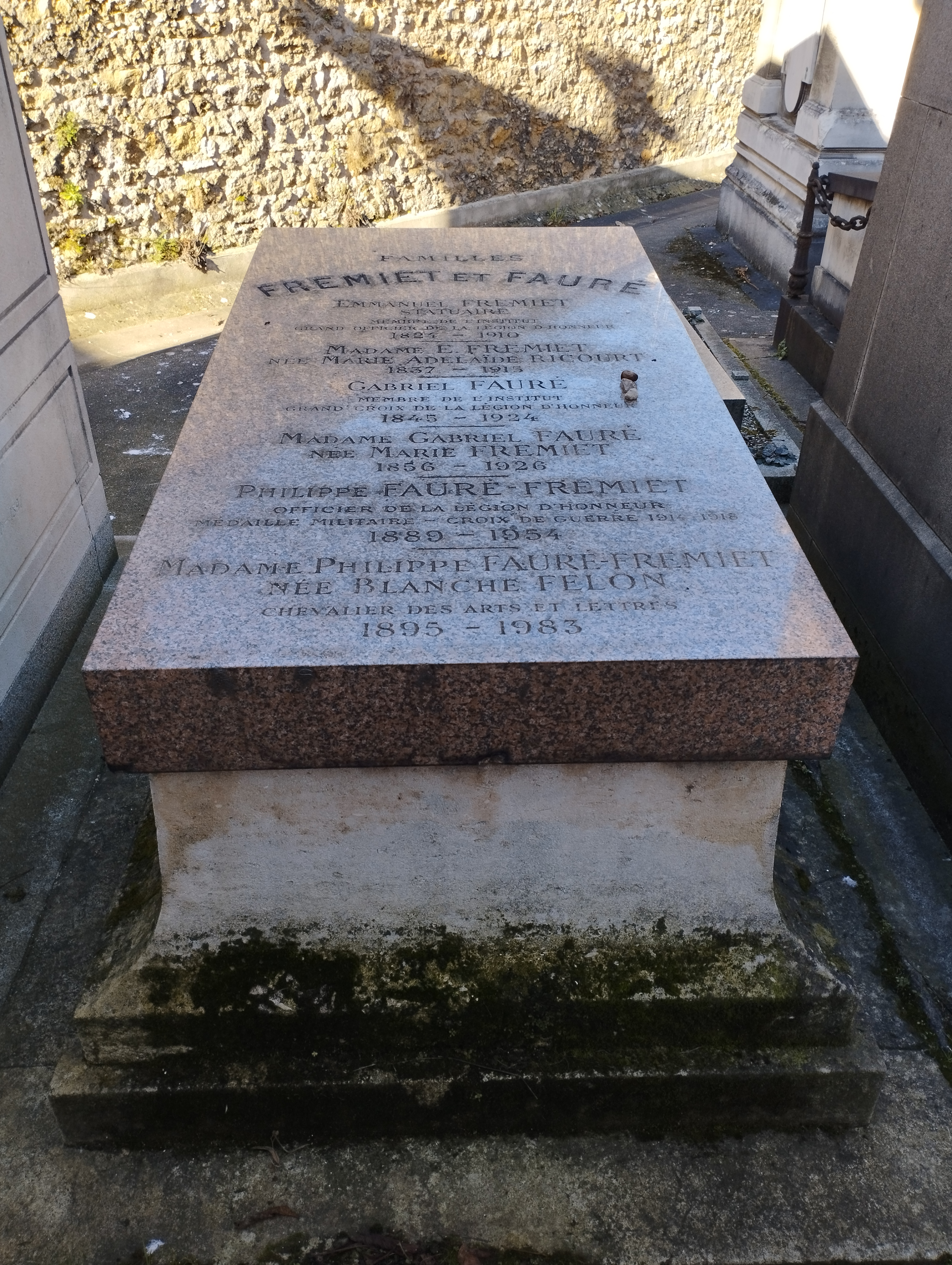
Tombe de Gabriel Fauré, en 2023.

## Musique
Les œuvres de Fauré se distinguent par la finesse de leur mélodie ainsi que par l’équilibre de leur composition. Le langage harmonique de Gabriel Fauré reste de nos jours étudié dans les conservatoires. C’est un style d’écriture à part entière, présentant de nombreuses idées originales. Si Gabriel Fauré est reconnu pour son génie harmonique (Henri Challan lui consacre même plusieurs exercices dans ses célèbres 380 basses et chants donnés), il est en outre considéré comme le maître de la mélodie française.

### Une œuvre d’intériorité
Gabriel Fauré s’intéresse manifestement davantage à l’idée musicale qu’à l’orchestration. Ainsi, il laisse près d’une centaine de mélodies, et un répertoire important en matière de musique de chambre et de salon, mais seulement une dizaine de pièces pour orchestre, notamment destinées au théâtre, et généralement orchestrées par d'autres compositeurs. Celles-ci comptent de grandes réussites (Pelléas et Mélisande  orchestrée par Charles Koechlin), mais leur orchestration reste plutôt classique et, de manière générale, les formations adoptées par Gabriel Fauré n’apportent pas de grandes innovations de timbres (il n’utilise pratiquement jamais d’instruments à vent dans sa musique de chambre, par exemple).
Le message fauréen est en effet tout en intimité, en intériorité et tend vers la pureté de l’idée musicale. Ceci l’amène à se détourner des grands effets parfois prisés de son époque, telles les audaces orchestrales de Wagner, Debussy ou Stravinsky (voir citation plus bas). Si la musique de Fauré n’exclut pas des accents romantiques et des violences passagères, notamment dans sa Fantaisie, cet aspect « intérieur » de sa musique s’est accentué avec l’âge, notamment dans les œuvres de la fin de sa vie, qui font preuve d’un « ascétisme » musical qui a dérouté, en son temps et même aujourd’hui, ses adeptes comme ses détracteurs.
Du fait de ce classicisme d’apparence, l’originalité du message fauréen a pu être parfois mal comprise.

### Influences

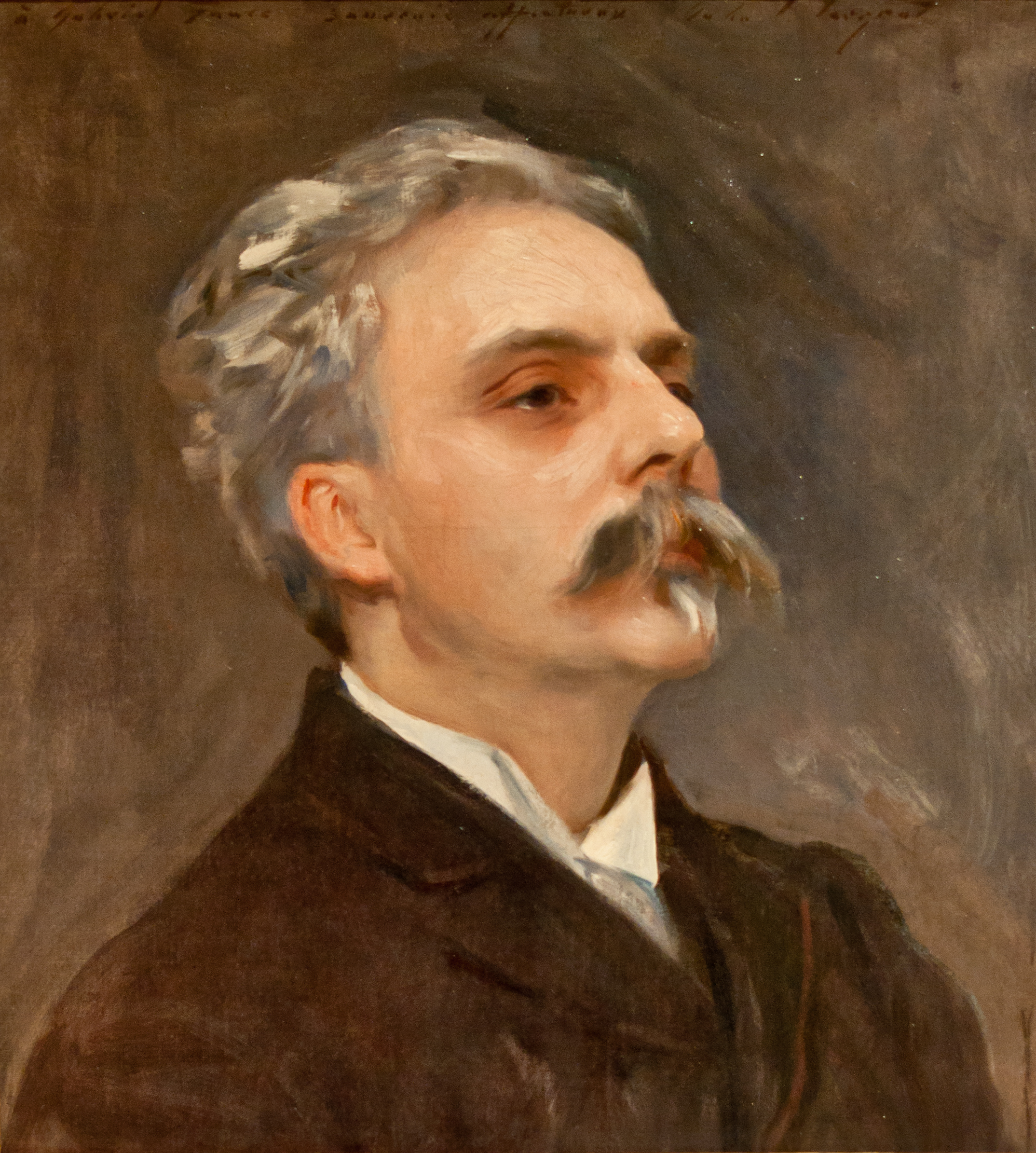
John Singer Sargent, Gabriel Fauré (vers 1889), Paris, Cité de la musique.

Ses œuvres vont du pur classicisme — lorsqu’au début de sa carrière, il imite le style de Haydn et Mendelssohn — au romantisme, pour aboutir à une esthétique du XXe siècle. Elles sont basées sur une profonde assimilation des structures harmoniques qu’il avait apprises, à l’École Niedermeyer, de son professeur Gustave Lefèvre, qui a écrit en 1889 un Traité d’harmonie. Cet ouvrage présente une théorie de l’harmonie sensiblement différente de la théorie classique de Jean-Philippe Rameau : les accords de septième et de neuvième n’y sont plus considérés comme dissonants et la quinte peut être altérée sans changer le mode. Ainsi, avant même de découvrir la musique romantique de son temps, le jeune Gabriel Fauré a d’abord suivi un enseignement dans le cadre de l’école Niedermeyer qui laissait une large place à la musique religieuse et aux modes d’église. Cette influence essentielle contribue à l’originalité de l’écriture fauréenne par rapport aux compositeurs de son temps et se retrouve tout au long de son œuvre, tant par l’usage d’enchaînements harmoniques modaux que par l’écriture de lignes mélodiques à l’ambitus réduit et sans grandes ruptures d’intervalle qui dénotent l’influence du chant grégorien, notamment dans ses mélodies ou encore dans son deuxième quintette pour cordes et piano.
En opposition avec son style harmonique et mélodique très novateur à cette époque, les subtils motifs rythmiques sont répétitifs, avec des modulations similaires à celles que l’on peut trouver dans la musique de Brahms. Ainsi, Fauré sous-tend souvent sa ligne mélodique par un flux continu qui divise ses œuvres en grandes courbes dynamiques. Ceci est surtout perceptible dans ses mélodies ou encore ses œuvres pour piano (Nocturnes et Barcarolles).
Ces dernières font en effet usage d’arpèges et d’une mélodie entremêlée des deux mains, avec des substitutions de doigtés, naturelles chez l’organiste, mais dont l’interprétation est parfois difficile pour le pianiste. Son œuvre pianistique en général n’est pas sans rappeler certaines pièces de Liszt, Schumann ou Chopin, compositeurs que Camille Saint-Saëns avait fait découvrir au jeune Gabriel Fauré.
Enfin, Gabriel Fauré n’ignorait pas la musique de Richard Wagner dont l’aura était considérable à la fin du XIXe siècle dans les milieux culturels européens. S’étant rendu au festival de Bayreuth, il avait composé avec André Messager une pièce pour piano à quatre mains intitulée Souvenirs de Bayreuth pastichant les principaux thèmes de la Tétralogie.
L’influence de Wagner sur la musique de Fauré est d’autant plus discrète que leur tempérament diffère, mais elle reste sensible dans certaines pièces, telles que le Prélude de Pelléas et Mélisande ou l’introduction de Tendresse de la suite Dolly.
Il fut un des musiciens longuement étudiés par le philosophe Vladimir Jankélévitch (1903-1985).

### Évolutions

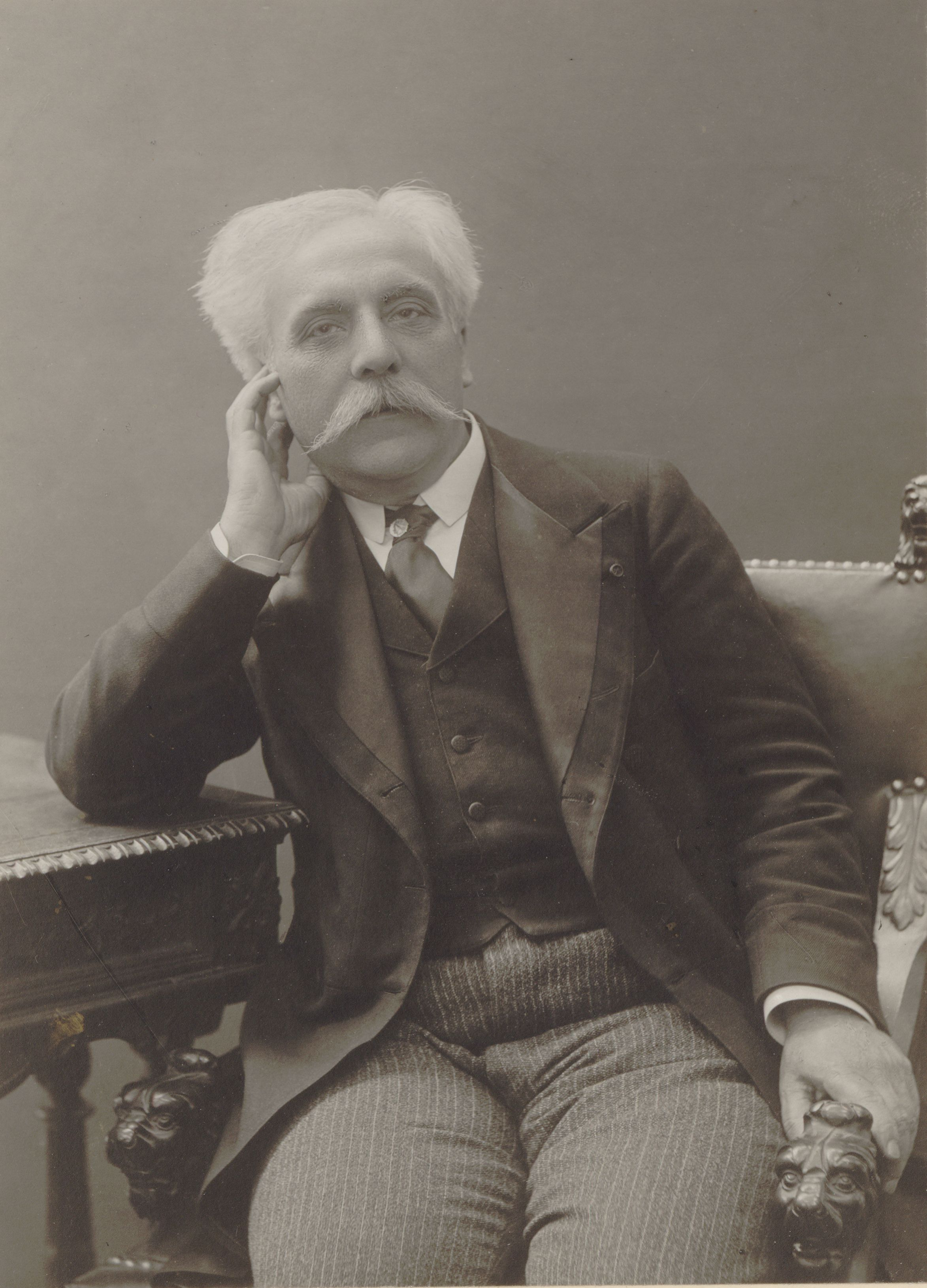
Gabriel Fauré en 1905 par Eugène Pirou.

On décrit souvent l’évolution de Gabriel Fauré en distinguant dans son œuvre trois périodes (ou manières).
La première période s’étend jusqu’en 1890 et comprend certaines de ses œuvres les plus connues telles que la mélodie Après un rêve (issue de Trois mélodies, op. 7) ou son Élégie pour violoncelle et piano. La Sicilienne issue de sa suite Pelléas et Mélisande se rattache également à cette première manière. Celle-ci se caractérise par l’influence des musiques allemandes et italiennes et par un certain classicisme.
On fait généralement débuter la seconde période de Fauré par les Mélodies de Venise (1891). On la fait s'étendre jusqu'au début du XXe siècle. Elle se caractérise par une grande finesse harmonique, un sens de la sensualité et de nombreuses audaces harmoniques, comme dans Shylock par exemple.
La troisième période comprend les cycles de mélodies de la fin de la vie de Fauré (La Chanson d'Ève (1910), Mirages (1919) ou encore L'Horizon chimérique (1921). On y range également son deuxième quintette en ut mineur (1921) ou encore ses remarquables deux dernières œuvres, le Trio pour piano et cordes opus 120 (1922-23) et le Quatuor à cordes en mi mineur opus 121 (1923-24). Cette période est contemporaine des problèmes de surdité qui affectent Gabriel Fauré. On a souvent expliqué de cette manière l'évolution de la musique de Fauré, caractéristique de cette troisième manière, vers un plus grand dépouillement, un plus grand statisme, jusqu’à devenir parfois comme immatérielle.
Cette « troisième manière » a été parfois sujette à controverse et reste la moins bien connue. Certains l'ont considérée comme une période d’aridité et de déclin mais beaucoup de musiciens et de mélomanes y voient bien plutôt le génial aboutissement d’une quête musicale qui ne doit rien aux évolutions de son temps.
Si pratique qu’elle soit pour décrire l’évolution fauréenne, cette subdivision n’a rien d’absolu, d’autant que ces « périodes » se chevauchent parfois dans le temps. Ainsi la Sérénade pour violoncelle et piano se classe dans la troisième période par sa date de composition (1908), mais se rattache par son style plutôt à la première manière.

## Œuvre
Gabriel Fauré laisse environ 255 œuvres.

### Piano

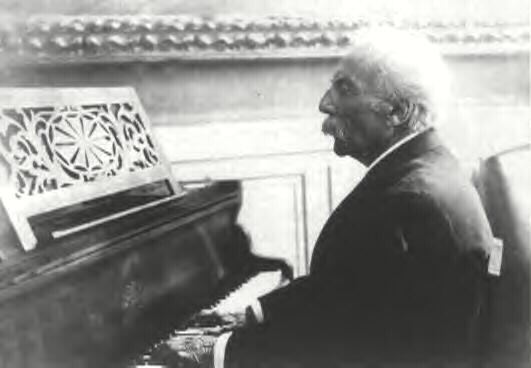
Gabriel Fauré photographié par Pierre Choumoff.

Parmi les nombreuses œuvres qu'il a dédiées au piano, on peut citer :
- Valses-Caprices
- Impromptus
- Nocturnes,
- Barcarolles
- Préludes,
- Pièces brèves
- Thème et Variations
- la suite Dolly, pour piano à quatre mains
- Ballade de 1879, qui existe dans deux versions, piano et orchestre et piano seul
- Fantaisie (1898), pour piano et orchestre
- Romances sans paroles op.17

### Musique de chambre
Sa production en ce domaine est magistrale. Ainsi, on peut citer :
- Sonate pour violon et piano no 1
- Sonate pour violon et piano no 2
- Sonate pour violoncelle et piano no 1
- Sonate pour violoncelle et piano no 2
- Trio pour piano et cordes opus 120
- Quatuor pour piano et cordes no 1
- Quatuor pour piano et cordes no 2
- Quintette pour piano et cordes no 1
- Quintette pour piano et cordes no 2
- Quatuor à cordes
- Berceuse, op. 16, pour violon et piano
- Élégie, op. 24, pour violoncelle et piano, créée par Jules Loeb
- Sicilienne, op. 78, pour violoncelle et piano.

### Mélodies
Il a composé tout au long de sa vie un très grand nombre de mélodies pour voix et piano. Parmi celles-ci, on compte plusieurs cycles :
- Cinq mélodies de Venise (en) (1891) ;
- La Bonne Chanson (1895), sur un cycle de poèmes de Paul Verlaine ;
- La Chanson d'Ève (1910), sur des poèmes de Charles Van Lerberghe ;
- Mirages (1919), sur un cycle de poèmes de Renée de Brimont ;
- L'Horizon chimérique (1921), sur un cycle de poèmes de Jean de La Ville de Mirmont.

Il a également composé des duos, moins répandus.

### Vocale

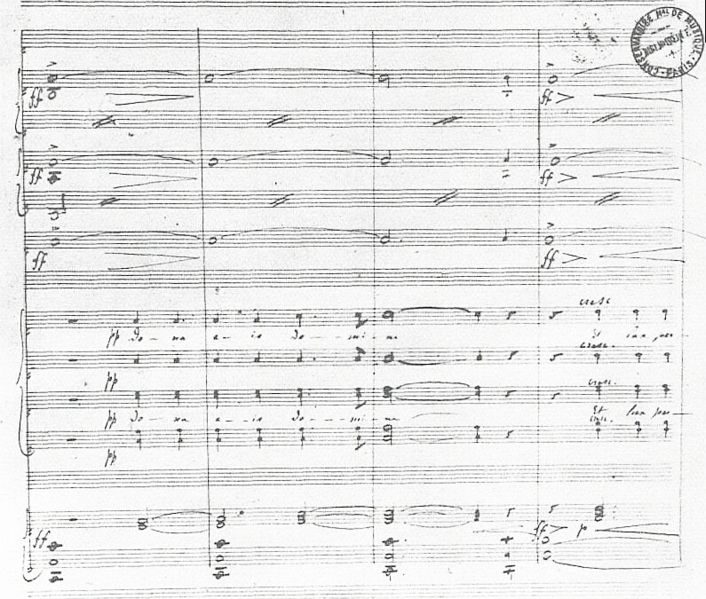
Extrait du manuscrit du Requiem de Fauré. Mesures 4–7 de l’« Introït » et du « Kyrie ».

Son Cantique de Jean Racine pour chœur avec accompagnement au clavier est probablement sa pièce la plus connue actuellement. Néanmoins, c'est bien son Requiem de 1887 qui est considéré comme une de ses œuvres les plus abouties. Il faut également citer son opéra Pénélope (1913), en trois actes, sur un livret de René Fauchois.

### Orchestre
- Pavane (1887)
- Caligula (1889), musique de scène
- Prométhée (création le 27 août 1900 au Théâtre des Arènes, à Béziers)[16]
- Shylock (1889)
- Pelléas et Mélisande (1898)
- Masques et Bergamasques (1919)

## Chorégraphies sur les compositions de Fauré
Un certain nombre de œuvres de Fauré ont été utilisées en danse classique, en raison de la beauté de sa musique, et parfois de la caractéristique destinée au théâtre.
- George Balanchine : Joyaux (créé en 1967)

Première partie « Emeraudes » : extraits des musiques de scène Pelléas et Mélisande, op.80 (1898) ainsi que Shylock, op.57 (1889)
(Prélude P1 - Fileuse P2 - Sicilienne P3 - Entracte S2 - Épithalame S4 - Nocturne S5 - Finale S6 - Mort de Mélisande P4)
- Roland Petit : Proust ou les intermittences du cœur (créé en 1974)

Tableau III « Les aubépines » : Ballade, op.19 (1881)
Tableau XII « Morel et Saint-Loup ou le combat des anges » : Élégie pour violoncelle et piano, op.24 (1880) ainsi qu’Élégie pour violoncelle et orchestre, op.24 (1896)
- Kenneth MacMillan : Requiem, utilisant la totalité du Requiem de Fauré. Ballet créé en 1976 par le Ballet de Stuttgart en hommage au chorégraphe John Cranko, mort en 1973.

## Hommages

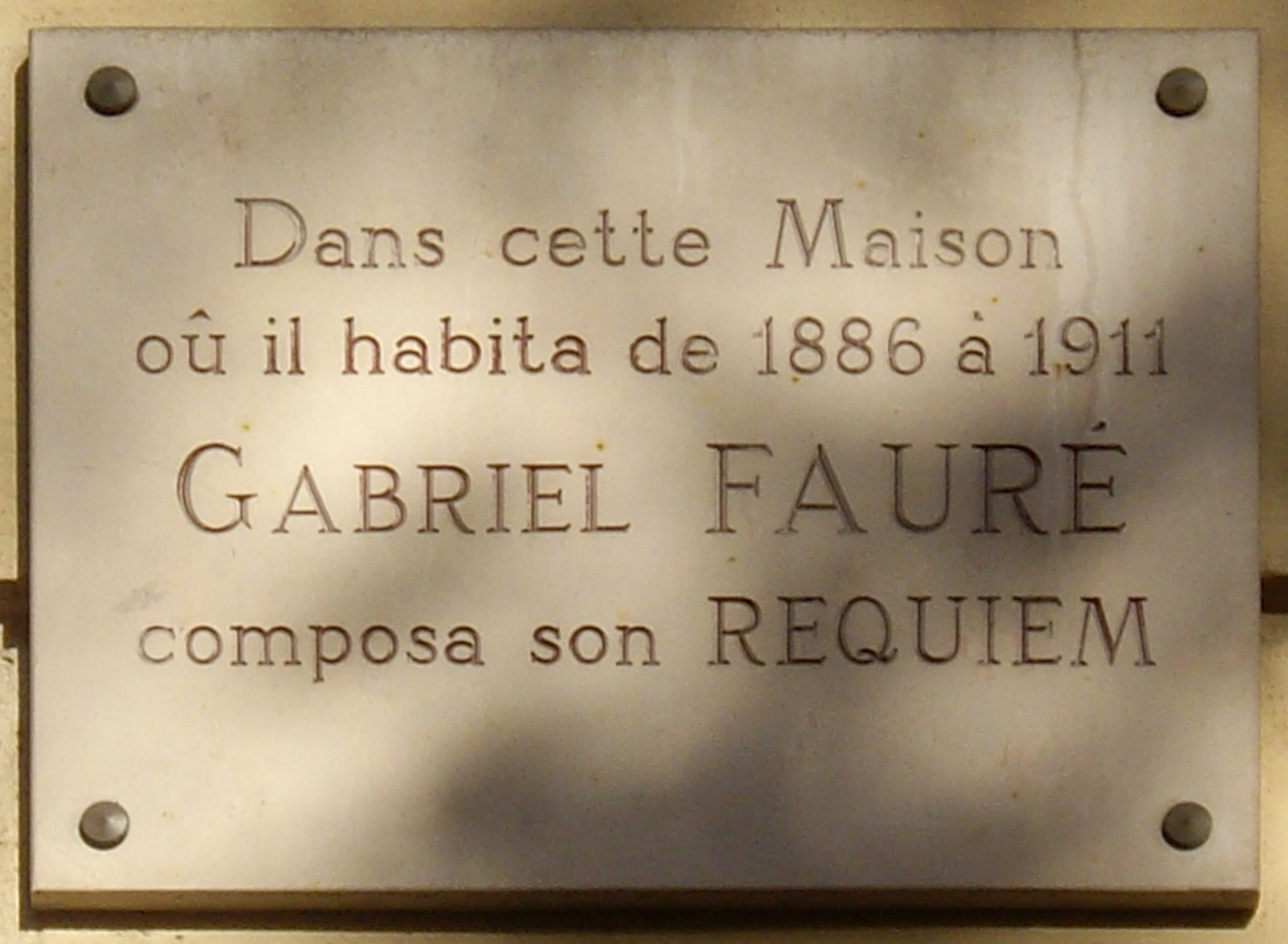
Plaque commémorative au no 154 boulevard Malesherbes à Paris.

- Hommage à Gabriel Fauré, un ensemble de 7 morceaux commandés par La Revue Musicale à Louis Aubert, Georges Enesco, Charles Koechlin, Paul Ladmirault, Maurice Ravel, Roger Ducasse et Florent Schmitt ;
- La Pavane (1887) de Gabriel Fauré a inspiré une belle adaptation, celle du pianiste de jazz Bill Evans (1929-1980) ;
- La ville de Paris a donné son nom à un square du 17e arrondissement et au conservatoire du 5e arrondissement ;
- Pamiers, ville natale de Fauré, a donné son nom à l'une de ses rues[19] et de nombreuses autres villes l'ont imitée : Brest, Compiègne, Montpellier, Nantes, Nice, Saint-Nazaire, Vandœuvre-lès-Nancy, etc. ;
- Plusieurs collèges et lycées portent son nom (avenue de Choisy dans le 13e arrondissement de Paris, Annecy, Foix) ;
- Au no 154 boulevard Malesherbes à Paris, une plaque commémore le lieu où il composa son Requiem ;
- Les conservatoires d'Angoulême et des Lilas portent son nom ;
- Un arrêt de tram sur la ligne B et C à Grenoble porte son nom ;
- Son nom est donné à l'astéroïde (8685) Fauré[20].
- La chanson Debussy Gabriel Fauré d'Alain Souchon lui rend hommage sur l'album Âme fifties (2019).

## Discographie
Parmi les interprètes notables de ses œuvres, on peut citer :
- Mélodies : les barytons Charles Panzéra, Gérard Souzay, Bernard Kruysen et Camille Maurane, le ténor Cyrille Dubois (intégrale des mélodies) et les sopranos Claire Croiza, Régine Crespin et Elly Ameling
- Œuvres pour piano : Albert Ferber, Wilhelm Kempff (Nocturne No 6), Germaine Thyssens-Valentin, Marguerite Long, Yvonne Lefébure, Paul Crossley, Vlado Perlemuter, Jean Doyen, Jean Hubeau, Jean-Michel Damase, Pierre-Alain Volondat, Jean-Philippe Collard, Romain Descharmes, Éric Heidsieck, Jean-Claude Pennetier, Pascal Rogé, Éric le Sage, Jean Martin, Louis Lortie, Kun-Woo Paik, Nicolas Stavy, Sally Pinkas, Vladimir Horowitz (Nocturne No 13), Arthur Rubinstein, Samson François, Dominique Merlet, Kathryn Stott, Jean Paul Sevilla, Laurent Wagschal, Delphine Bardin, Charles Owen, Idil Biret (Nocturne No 13), Nicolas Stavy, Michel Dalberto, Émile Naoumoff, Marc-André Hamelin (Nocturnes et Barcarolles).
- Musique symphonique : Michel Plasson a enregistré une intégrale avec l’orchestre du Capitole de Toulouse